# Вильгельм Густлофф (судно)
«Вильгельм Густлофф» (нем. Wilhelm Gustloff) — германское пассажирское десятипалубное круизное судно. Построено на средства организации «Сила через радость» (нем. Kraft durch Freude, KdF). Названо в честь убитого нацистского партийного лидера Вильгельма Густлоффа. На момент постройки одно из крупнейших пассажирских судов.
Спущен на воду 5 мая 1937 года на гамбургской верфи Blohm + Voss. На церемонии спуска присутствовал Адольф Гитлер и основные лидеры нацистской партии Германии. До начала Второй мировой войны использовался как плавучий дом отдыха. Совершил 50 круизов у побережья Европы.
В сентябре 1939 года передан в военно-морские силы и переоборудован в плавучий госпиталь на 500 коек. Использовался как лазарет во время военных действий германской армии в Польше.
С 1940 года переоборудован в плавучую казарму. Использовался как учебное судно 2-й учебной дивизии подводного плавания военно-морского флота в порту Готенхафен (Гдыня).
30 января 1945 года затонул у берегов Польши после торпедной атаки советской подводной лодки С-13 под командованием А. И. Маринеско. Гибель судна считается одной из крупнейших катастроф в морской истории. Точный состав и количество пассажиров на борту неизвестно. По официальным данным, в ней погибло 5348 человек; по оценкам ряда историков, реальные потери достигают 9985 человек, включая 5000 детей.

## Предыстория
В 1933 году, после прихода к власти Национал-социалистической немецкой рабочей партии во главе с Адольфом Гитлером, одним из её направлений деятельности стало создание широкой системы социального обеспечения и услуг, что дало бы возможность увеличить социальную базу поддержки политики нацистов среди населения Германии. Уже в середине 1930-х годов рядовой немецкий рабочий по уровню услуг и льгот, которые ему полагались, выгодно отличался от рабочих в других странах Европы. Для распространения влияния идей национал-социализма и организации досуга рабочего класса были созданы такие организации, как «Сила через радость», которая входила в Немецкий трудовой фронт. Главной целью этой организации было создание системы отдыха и путешествий для немецких рабочих. Для воплощения этой цели, кроме прочего, была построена целая флотилия пассажирских судов для предоставления дешёвых и доступных путешествий и круизов. Флагманом этого флота должен был стать новый комфортабельный лайнер, который авторы проекта планировали назвать именем немецкого фюрера — Adolf Hitler.

### История названия
4 февраля 1936 года в Давосе студентом-медиком еврейского происхождения Давидом Франкфуртером был убит малоизвестный до этого времени швейцарский активист НСДАП Вильгельм Густлофф. История его гибели приобрела скандальную огласку, особенно в Германии, учитывая национальность убийцы. В свете пропаганды идей национал-социализма случай убийства немца, к тому же лидера национал-социалистов Швейцарии, стал идеальным подтверждением нацистской теории заговора мирового еврейства против немецкого народа. Из одного из рядовых лидеров зарубежных нацистов Вильгельм Густлофф превратился в «символ страдания» — «мученика» (нем. Blutzeuge). Он был похоронен с государственными почестями, в его честь по всей Германии прошли многочисленные митинги, которые искусно эксплуатировала государственная пропаганда, его именем были названы самые разнообразные объекты в Германии.
В связи с этим, когда в 1937 году круизный лайнер, заказанный на верфи Blohm + Voss, уже был готов для спуска на воду, нацистское руководство решило увековечить имя «героя национал-социалистического дела и страдания за немецкий народ». По инициативе Гитлера новый лайнер было решено назвать Wilhelm Gustloff. На торжественный спуск на воду 5 мая 1937 года, кроме основных лидеров нацистского режима, также прибыла и вдова Густлоффа, которая на церемонии по традиции «на счастье» разбила бутылку шампанского о борт лайнера.

## Характеристики
С технологической точки зрения «Вильгельм Густлофф» не был исключительным судном. Лайнер был рассчитан на 1500 человек, имел десять палуб. Его двигатели были средней мощности, и он не был построен для быстрых путешествий, а скорее для медленных, комфортных круизов. И с точки зрения удобств, оборудования и приспособлений для отдыха этот лайнер действительно был одним из лучших в мире. Одной из новейших технологий, применённых на нём, был принцип открытой палубы с каютами, которые имели на неё прямой выход и ясный обзор пейзажей. К их услугам были предоставлены шикарно украшенный бассейн, зимний сад, большие просторные залы, музыкальные салоны, несколько баров.
В отличие от других судов такого класса, «Вильгельм Густлофф», в подтверждение «бесклассового характера» нацистского режима, имел каюты одинакового размера и одинакового отличного удобства для всех пассажиров.
Кроме сугубо технических нововведений и наилучших приспособлений для незабываемого путешествия, «Вильгельм Густлофф», стоивший 25 млн рейхсмарок, являл собой своеобразный символ и средство пропаганды властей Третьего рейха. По словам Роберта Лея, возглавлявшего Германский трудовой фронт, лайнеры, подобные этому, могли
«…предоставить возможность, по воле фюрера, слесарям Баварии, почтальонам Кёльна, домохозяйкам Бремена по крайней мере раз в году осуществить доступное по цене морское путешествие на Мадейру, по побережью Средиземного моря, к берегам Норвегии и Африки.»
Для граждан Германии путешествие на лайнере «Вильгельм Густлофф» должно было быть не только незабываемым, но и доступным по цене, невзирая на социальное положение. Например, пятидневный круиз по побережью Италии стоил лишь 150 рейхсмарок, тогда как средний месячный заработок рядового немца равнялся 150—250 рейхсмаркам (для сравнения — стоимость билета на этом лайнере составляла лишь третью часть от стоимости в Европе подобных круизов, где их могли себе позволить только представители зажиточных слоев населения и знати). Таким образом, «Вильгельм Густлофф» своими удобствами, уровнем комфорта и доступностью не только закреплял расположение немецкого народа к нацистскому режиму, но и также должен был демонстрировать всему миру преимущества национал-социализма.

## Флагман круизного флота

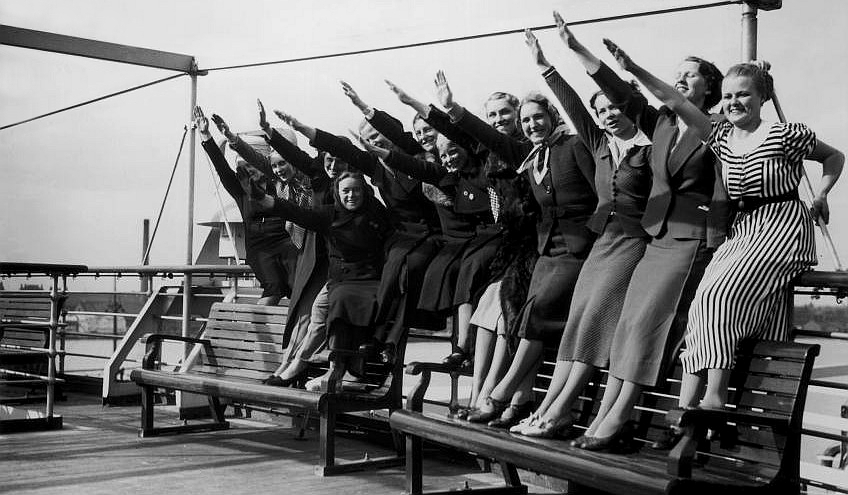
Группа немецких работниц и служащих во время круиза на борту пассажирского лайнера «Вильгельм Густлофф» организации «Сила через радость» (КДФ). Фото НСДАП, 1938

После торжественного спуска судна на воду прошло 10 месяцев, прежде чем «Вильгельм Густлофф» прошёл ходовые испытания в мае 1938 года. За это время была закончена отделка и обустройство интерьера лайнера. В качестве благодарности строителей судна взяли на двухдневный круиз по Северному морю, который квалифицировался как испытательный. Первый официальный круиз состоялся 24 мая 1938 года, и почти две трети его пассажиров были гражданами Австрии, которую Гитлер двумя месяцами ранее присоединил к Германии. Незабываемое путешествие имело целью ошеломить уровнем сервиса и удобств австрийцев — участников круиза — и убедить других в преимуществах союза с Германией. Круиз стал настоящим триумфом, свидетельством достижений новой власти Германии. Мировая пресса восторженно описывала впечатления участников круиза и невиданную роскошь на борту лайнера. Даже сам Гитлер прибыл на лайнер, символизировавший все лучшие достижения страны под его руководством. Когда же ажиотаж вокруг этого символа гитлеровского режима несколько стих, лайнер начал выполнять задание, ради которого был построен, — предоставлять доступные, комфортабельные круизы рабочим Германии.

### Средство пропаганды

Пассажирский лайнер «Вильгельм Густлофф». Фотография сделана около 1938 года

Хотя «Вильгельм Густлофф» предлагал действительно незабываемые и дешёвые путешествия и круизы, в истории он также остался как яркое средство пропаганды нацистского режима. Первый удачный, хоть и не запланированный, случай произошёл во время спасения моряков английского судна «Пегуэй», терпевшего бедствие 2 апреля 1938 года в Северном море. Отвага и решительность капитана, который оставил процессию из трех судов, чтобы спасти англичан, была отмечена не только мировой прессой, но и английским правительством — капитан был награждён, а на судне позже установили памятную доску. Благодаря этому случаю, когда 10 апреля «Вильгельм Густлофф» используют в качестве плавучего избирательного участка для немцев и австрийцев Великобритании, участвующих в плебисците о присоединении Австрии, о нём уже благосклонно писала не только британская, но и мировая пресса. Для участия в плебисците почти 2000 граждан обеих стран и большое количество корреспондентов отплывали в нейтральные воды вблизи побережья Великобритании. Лишь четверо из участников этого события воздержались. Западная, и даже британская коммунистическая пресса была в восторге от лайнера и достижений Германии. Задействование такого совершенного судна в плебисците символизировало то новое, что нацистский режим внедрял в Германии.

### Круизы и перевозка войск
Как флагман круизного флота «Вильгельм Густлофф» провел в море всего полтора года и выполнил 50 круизов в рамках программы «Сила через радость» (КДФ). На его борту побывали около 65 000 отдыхающих. Обычно в теплый сезон лайнер предлагал путешествия по Северному морю, побережью Германии, норвежским фьордам. Зимой лайнер ходил в круизы по Средиземному морю, побережью Италии, Испании и Португалии. Для многих, несмотря на такие незначительные неудобства, как запрет на выход на берег в странах, которые не поддерживали нацистский режим, эти круизы остались незабываемым и самым лучшим временем из всего периода нацистского господства в Германии. Многие рядовые немцы воспользовались услугами программы «Сила через радость» и были искренне благодарны новому режиму за предоставление возможностей отдыха, несравнимого с другими странами Европы.
Помимо круизной деятельности, «Вильгельм Густлофф» оставался судном в государственной собственности и вовлекался в различные мероприятия, проводимые правительством Германии. Так 20 мая 1939 года «Вильгельм Густлофф» впервые перевозил войска — немецких добровольцев легиона «Кондор», принимавшего участие в гражданской войне в Испании на стороне Франко. Прибытие судна в Гамбург с «героями войны» на борту вызвало большой резонанс по всей Германии, и в порту устроили специальную церемонию встречи с участием лидеров государства.

## Военная служба

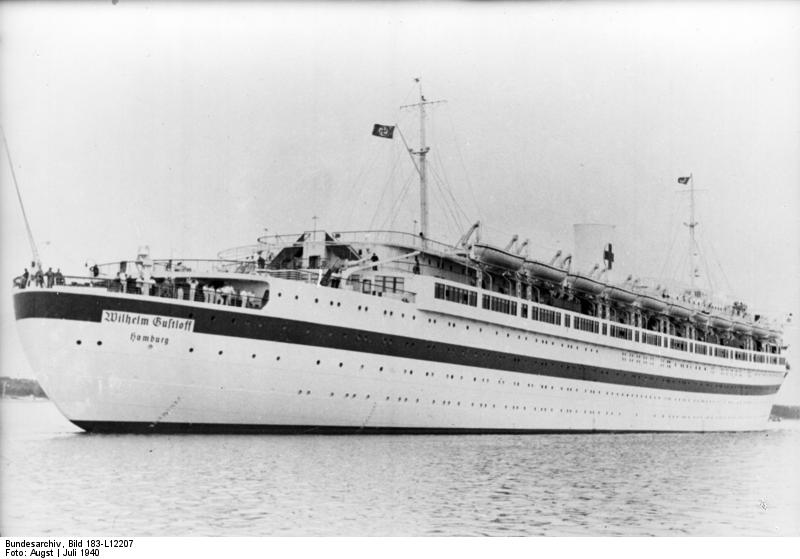
Госпитальное судно, июль 1940

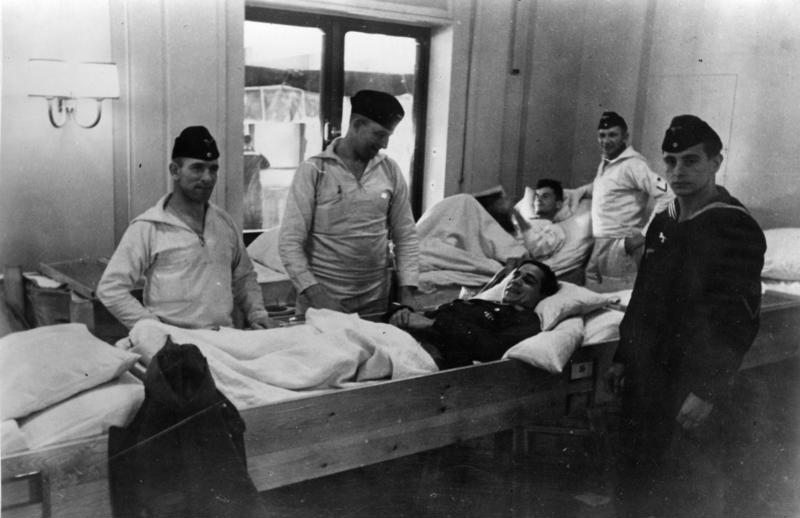
Раненые в боях под Нарвиком (Норвегия) немецкие военнослужащие на борту лайнера «Вильгельм Густлофф» переправляются в Германию. Июль 1940

Последний круиз лайнера состоялся 25 августа 1939 года. Неожиданно во время запланированного рейса посреди Северного моря капитан получил зашифрованный приказ срочно вернуться в порт. Время круизов окончилось — менее чем через неделю Германия напала на Польшу; началась Вторая мировая война.

### Военный госпиталь
С началом Второй мировой войны в 1939 году, «Вильгельм Густлофф», как и другие суда КДФ, был передан ВМФ Германии. Лайнер был переоборудован в плавающий госпиталь (на илл.). Корабль был перекрашен в белый цвет и обозначен красными крестами, что должно было защитить его от нападения согласно Гаагской конвенции. Первые пациенты начали прибывать на борт уже во время польской кампании в октябре 1939 года. Даже в таких условиях власти Германии использовали судно как средство пропаганды — как свидетельство гуманности германского руководства, большинством из первых пациентов были раненые пленные поляки. Со временем, когда немецкие потери стали ощутимыми, судно отправили в порт Готенгафен (Гдыню), где оно взяло на борт ещё больше раненых, а также немцев, эвакуированных из Восточной Пруссии.
С распространением войны на бо́льшую часть Европы «Вильгельм Густлофф» сначала принимал раненых во время норвежской кампании летом 1940 года (на илл.), а затем готовился к транспортировке войск в случае вторжения в Великобританию. Однако вторжение не состоялось и судно отправили в Данциг, где долечивались последние 414 раненых, а корабль ожидал направления на последующую службу. Однако служба судна как военного госпиталя закончилась — по решению руководства ВМФ его приписали к школе подводников в Готенхафене. Лайнер опять перекрасили в серый камуфляжный цвет, и он потерял защиту Гаагской конвенции, которую имел раньше.

### Плавучая казарма
Корабль служил плавучей казармой для школы подводников кригсмарине почти четыре года, большую часть этого времени, находясь вдалеке от линии фронта. С приближением конца войны ситуация начала изменяться не в пользу Германии — множество городов страдали от налётов союзной авиации. 9 октября 1943 года Готенхафен был подвергнут бомбардировке, в результате которой было потоплено другое судно прежнего KDF, а сам «Вильгельм Густлофф» получил повреждения.

### Эвакуация населения

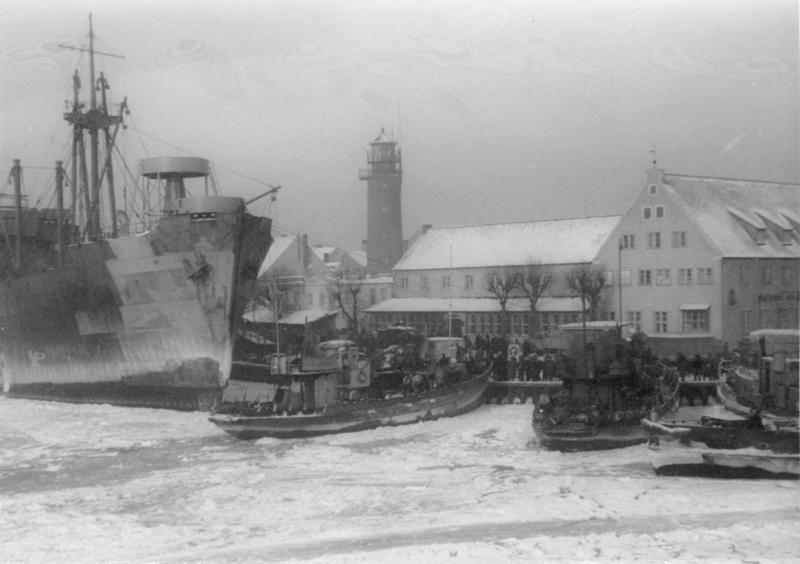
Восточная Пруссия, Пиллау. Беженцы на пристани в ледяном порту, швартовка кораблей. 26 января 1945 г.

Во второй половине 1944 года фронт подошёл совсем близко к Восточной Пруссии. Соответственно, немцы Восточной Пруссии имели определённые основания бояться мести со стороны Красной армии.
В октябре 1944 года передовые части Красной армии уже были на территории Восточной Пруссии. Первым немецким городом, захваченным советскими войсками, был Неммерсдорф (ныне село Маяковское Калининградской области). Через несколько дней немцам удалось на некоторое время отбить город, в котором было задокументировано первое свидетельство насилия в отношении мирного населения Германии, и нацистская пропаганда начала широкую кампанию по «обличению советских зверств», обвиняя советских солдат в массовых убийствах и изнасилованиях. В результате, количество добровольцев в ополчение Фольксштурм (нем. Volkssturm) увеличилось, однако одновременно возникла паника среди немецкого населения Восточной Пруссии и миллионы людей стали беженцами.
К началу 1945 года количество беженцев резко возросло. Многие из них следовали к портам на побережье Балтийского моря. Население пыталось любой ценой добраться до морских портов, возможность бежать через Балтийское море казалась последним шансом на спасение. Для эвакуации огромного количества беженцев по инициативе командующего ВМС Германии Карла Дёница была проведена операция «Ганнибал», которая вошла в историю как крупнейшая эвакуация населения морем. Во время этой операции из Восточной Пруссии было вывезено почти 2 миллиона человек — на больших судах, а также на сухогрузах и буксирах.

### Последний рейс
«Вильгельм Густлофф» начал принимать на борт беженцев 22 января 1945 года в порту Готенхафен в районе Данцига. Сначала людей размещали по специальным пропускам — в первую очередь несколько десятков офицеров-подводников, несколько сот женщин из флотского вспомогательного дивизиона и почти тысяча раненых солдат. Позже, когда в порту собрались десятки тысяч людей и ситуация осложнилась, начали впускать всех, предоставляя преимущество женщинам и детям. Поскольку запроектированное количество мест было всего 1500, беженцев начали размещать на палубах, в переходах. Женщин-военнослужащих разместили даже в пустом бассейне. На последних этапах эвакуации паника усилилась настолько, что некоторые женщины в порту в отчаянии начали отдавать своих детей тем, кому удалось подняться на борт, в надежде хотя бы таким образом их спасти. Под конец, 30 января 1945 года, офицеры экипажа судна уже перестали считать беженцев, количество которых перевалило за 10 000.
По современным оценкам на борту должно было находиться 10 582 человека: 918 курсантов младших групп 2-й учебной дивизии подводных лодок (2. U-Boot-Lehrdivision), 173 члена экипажа судна, 373 женщины из состава вспомогательного морского корпуса, 162 тяжелораненых военнослужащих, и 8956 беженцев, в основном стариков, женщин и детей. Когда в 12:30 «Вильгельм Густлофф» в сопровождении двух кораблей охранения наконец отошёл, на капитанском мостике возникли споры между четырьмя старшими офицерами. Кроме командующего судном капитана Фридриха Петерсена (нем. Friedrich Petersen), призванного из отставки, на борту находились командир 2-й учебной дивизии подводников и два капитана торгового флота, и между ними не было согласия относительно того, каким фарватером вести судно и какие меры предосторожности принимать относительно подводных лодок и авиации противника. Был выбран внешний фарватер (немецкое обозначение Zwangsweg 58). Вопреки рекомендациям идти зигзагом, чтобы осложнить атаку подводных лодок, было решено идти прямым курсом со скоростью в 12 узлов, поскольку коридор в минных полях не был достаточно широким и капитаны надеялись таким образом быстрее выбраться в безопасные воды; кроме того, корабль испытывал недостаток топлива. Лайнер не мог развить полную скорость из-за полученных при бомбардировках повреждений. К тому же, торпедолов TF-19 вернулся в порт, получив повреждение корпуса при столкновении с рифом, и в охранении остался только один миноносец «Лёве» (нем. Löwe). В 18:00 поступило сообщение о конвое тральщиков, который якобы шёл навстречу, и, когда уже стемнело, было приказано включить ходовые огни, чтобы предотвратить столкновение. В действительности же никаких тральщиков не было, и обстоятельства появления этой радиограммы так и остались невыясненными до сих пор. По другим данным, группа тральщиков вела траление навстречу конвою и появилась позднее данного в оповещении времени.

#### Потопление
Командир советской подводной лодки С-13 Александр Маринеско увидел ярко освещённый, вопреки всем нормам военной практики, «Вильгельм Густлофф», и в течение двух часов следовал за ним в надводном положении, выбирая позицию для атаки. Как правило, субмарины того времени даже в надводном положении были неспособны догнать быстроходные лайнеры, но капитан Петерсен шёл медленнее проектной скорости, учитывая значительное переполнение пассажирами и неуверенность относительно состояния корабля после многолетней бездеятельности и ремонта после бомбардировки. В 19:30, так и не дождавшись тральщиков, Петерсен дал команду потушить огни, но уже было поздно — Маринеско выработал план атаки.
Около девяти часов С-13 зашла со стороны берега, где её менее всего могли ожидать, и, из надводного положения, с дистанции менее 1000 м в 21:04 выпустила первую торпеду с надписью «За Родину», а затем ещё две — «За советский народ» и «За Ленинград». Четвёртая, уже взведённая торпеда «За Сталина», застряла в торпедном аппарате и едва не взорвалась, но её удалось обезвредить, закрыть люки аппаратов и погрузиться.
В 21:16 первая торпеда попала в носовую часть судна, позже вторая взорвала пустой бассейн, где находились женщины флотского вспомогательного батальона, а последняя ударила в машинное отделение, двигатели заглохли, но освещение продолжало работать за счет аварийного дизель-генератора. Первой мыслью пассажиров было то, что они наскочили на мину, но капитан Петерсен понял, что это была субмарина, и его первыми словами было: «Вот и всё» (нем. Das war’s). Те пассажиры, которые не погибли от трёх взрывов и не утонули в каютах нижних палуб, в панике бросились к спасательным шлюпкам. В этот момент оказалось, что, приказав закрыть, согласно инструкции, водонепроницаемые переборки в нижних палубах, капитан заблокировал часть команды, которая должна была заняться спуском шлюпок и эвакуацией пассажиров. В панике и давке погибло не только много детей и женщин, но также многие из тех, кто выбрался на верхнюю палубу. Они не могли спустить спасательные шлюпки, потому что не умели этого делать, к тому же многие шлюпбалки обледенели, а судно уже получило сильный крен. Общими усилиями команды и пассажиров некоторые шлюпки удалось спустить на воду, и всё же в ледяной воде оказалось много людей. От сильного крена судна с палубы сорвалась зенитная установка и раздавила одну из шлюпок, уже полную людей. Примерно через час после атаки «Вильгельм Густлофф» полностью затонул.

#### Спасение уцелевших
Миноносец «Лёве» (бывший корабль голландского ВМФ) первым прибыл на место трагедии и приступил к спасению уцелевших пассажиров. Поскольку в январе температура уже была −18 °C, оставалось всего несколько минут до того, как наступало необратимое переохлаждение организма. Несмотря на это, кораблю удалось спасти 472 пассажира со шлюпок и из воды. На помощь также подошли корабли охранения другого конвоя — крейсера «Адмирал Хиппер», который тоже, кроме команды, ещё имел на борту около 1500 беженцев. Из-за опасения атаки субмарин он не остановился и продолжал удаляться в безопасные воды. Кораблю Эсминцу Т-38 удалось спасти ещё 179 человек. Немногим больше чем через час другие корабли, которые пришли на помощь, смогли выловить только мёртвые тела из ледяной воды. Позже малый посыльный корабль, который прибыл на место трагедии, неожиданно нашёл, через семь часов после потопления лайнера, среди сотен мёртвых тел незамеченную шлюпку и в ней живого младенца, закутанного в одеяла, — последнего спасённого пассажира с судна «Вильгельм Густлофф».
В результате выжить удалось, по разным оценкам, от 1200 до 2500 человек из немногим меньше 11 тысяч находившихся на борту. По максимальным оценкам, потери оцениваются в 9985 жизней.
Согласно данным Мирослава Морозова, на борту «Густлоффа» погибло: из 918 матросов и офицеров 2-й учебной дивизии подводных сил — 406 человек (44 %), из 173 членов экипажа — 90 (52 %), из 373 военнослужащих вспомогательной службы ВМФ — 250 (67 %), из почти 5150 беженцев и раненых — 4600 (89 %).

## Последствия

### Юридическая оценка потопления
Исследователь катастрофы Гейнц Шён заключает, что лайнер представлял собой военную цель и его потопление не являлось военным преступлением, так как суда, предназначенные для перевозки беженцев, госпитальные суда должны были быть обозначены соответствующими знаками — красным крестом, не могли носить камуфляжную окраску, не могли идти в одном конвое вместе с военными судами. Также на их борту не могли находиться какие-либо военные грузы, стационарные и временно размещённые орудия ПВО, артиллерийские орудия или иные аналогичные средства.
«Вильгельм Густлофф» был военным кораблём, на который позволили подняться шести тысячам беженцев. Вся ответственность за их жизнь с того момента, как они поднялись на боевой корабль, лежала на соответствующих должностных лицах немецкого военного флота. Таким образом, можно считать, что «Вильгельм Густлофф» являлся законной военной целью советских подводников ввиду следующих фактов:
1. «Вильгельм Густлофф» выполнял операции в зоне боевых действий и не являлся гражданским судном: на его борту имелось вооружение, которым можно было бороться с кораблями и авиацией противника;
2. «Вильгельм Густлофф» осуществлял переброску военнослужащих действующей армии;
3. «Вильгельм Густлофф» являлся учебной плавучей базой для подводного флота Германии;
4. «Вильгельм Густлофф» шёл в сопровождении боевого корабля флота Германии (миноносец «Лёве»);

Советские транспорты с беженцами и ранеными в годы войны неоднократно становились целями для германских подлодок и авиации. В частности, теплоход «Армения», потопленный в 1941 году в Чёрном море, вёз на своём борту более 5 тыс. беженцев и раненых. Выжило только 8 человек. В отличие от них, «Вильгельм Густлофф» нарушал статус санитарного судна и являлся законной военной целью.

### Реакция на трагедию
В Германии реакция на потопление «Wilhelm Gustloff» на момент трагедии была довольно сдержанной. Немцы не разглашали масштабы потерь, чтобы не ухудшать моральное состояние населения ещё сильнее. Кроме того в тот период немцы несли тяжёлые потери и в других местах. Однако по окончании войны в сознании многих немцев одновременная гибель стольких мирных людей и особенно тысяч детей на борту «Wilhelm Gustloff» осталась раной, которую не заживило даже время. Из четырёх капитанов, которые спаслись после гибели корабля, самым молодым был капитан по фамилии Колер, вскоре после войны он совершил самоубийство.
По результатам похода Александр Маринеско был представлен к присвоению звания Герой Советского Союза, однако вышестоящее командование в этом отказало, заменив его награждением орденом Красного Знамени. Мотивом отказа стал допущенный им ряд дисциплинарных нарушений. В конце 1945 года по этим же мотивам он был сначала понижен в должности до командира тральщика, а затем уволен из рядов ВМФ. После этого, работал на гражданских должностях и умер в 1963 году.
В поздней советской историографии данное событие получило название «Атаки века», но только 5 мая 1990 года указом Президента СССР Михаила Горбачёва, уже посмертно, Маринеско было присвоено звание Героя Советского Союза. Ему поставили памятники в Калининграде, в Кронштадте, в Санкт-Петербурге, Одессе и в Михайловске. В советской военной историографии он считался подводником № 1 по суммарному тоннажу потопленных кораблей противника.

## Исследование обломков корабля

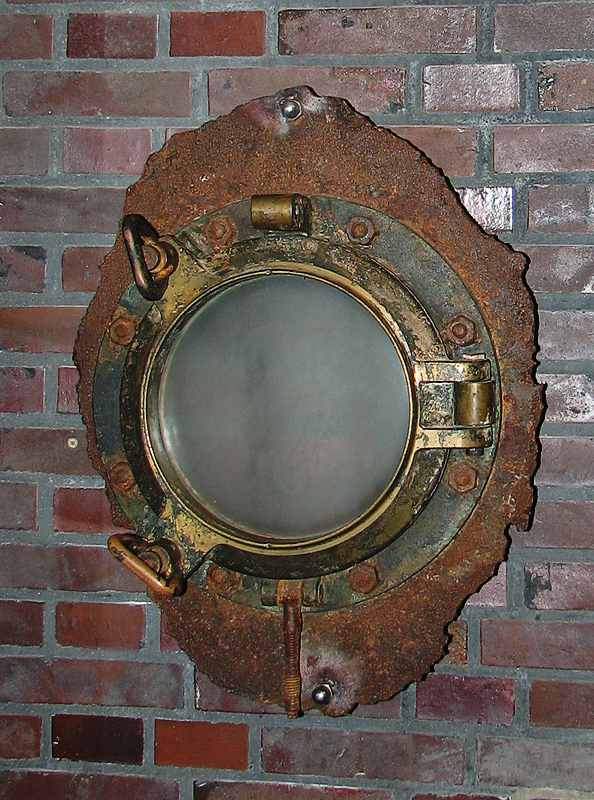
Иллюминатор «Вильгельма Густлоффа», поднятый в 1988 году

В отличие от длительных поисков «Титаника», найти «Вильгельм Густлофф» было легко. Его координаты на момент потопления (55°04′12″ с. ш. 17°24′36″ в. д.) оказались точными, к тому же корабль находился на сравнительно небольшой глубине — лишь 45 метров. После войны германские (ФРГ), польские и советские специалисты посещали место гибели корабля. Во время этих посещений средняя часть утонувшего корабля была подорвана, и остались только корма и нос. За послевоенные годы некоторые предметы с корабля оказались в частных коллекциях как сувениры. Правительство Польши законодательно провозгласило это место братской могилой и запретило посещение места крушения частными лицами. Исключение было сделано для исследователей, наиболее известным среди которых является Майк Боринг, который в 2003 году посетил обломки корабля и снял документальный фильм о своей экспедиции. На польских навигационных картах место обозначено как «Препятствие № 73».
В 2006 году колокол, поднятый с места кораблекрушения, а затем использовавшийся в качестве украшения в польском рыбном ресторане, был выставлен на выставке «Forced Paths» в Берлине.

## «Вильгельм Густлофф» в литературе и кино
- В 1959 году в ФРГ был снят художественный фильм «Ночь над Готенхафеном» (нем. Nacht fiel über Gotenhafen) о гибели судна.
- В 1985 году в СССР снят художественный фильм «О возвращении забыть», сюжет которого тождественен истории подлодки «С-13», отправившей на дно лайнер «Вильгельм Густлофф», в фильме он носит название «Тироль».
- Катастрофе посвящён роман в жанре попаданчество «Траектория краба» (нем. Im Krebsgang, 2002) немецкого писателя Гюнтера Грасса. Повествование в книге ведётся от имени журналиста, жителя современной Германии, который появился на свет на борту «Вильгельм Густлофф» в день крушения корабля. Катастрофа «Вильгельм Густлофф» не отпускает героя Грасса, и события более чем полувековой давности приводят к новой трагедии. Книга довольно негативно[источник не указан 764 дня] описывает командира подводной лодки Маринеско. Автор обращает внимание, что лайнер «Вильгельм Густлофф» был потоплен спустя ровно 50 лет после рождения Вильгельма Густлоффа, и спустя ровно 12 лет после прихода Гитлера к власти.
- 2-3 марта 2008 года состоялась премьера телевизионного фильма немецкого канала ZDF под названием Die Gustloff (режиссёр Йозеф Вильсмайер).